# Castelvecchio (Sante Marie)
Castelvecchio è una frazione del comune italiano di Sante Marie (AQ), in Abruzzo.

## Geografia fisica
Il borgo è situato a 954 m s.l.m. su una collina della valle di Luppa al confine dell'Abruzzo con il Lazio. Il borgo confina a nord con la val de' Varri e la località di Leofreni nel comune di Pescorocchiano e ad est con Santo Stefano. A sudest dell'abitato si aprono le convalli Macina e del Pantano che sboccano a Sante Marie e Poggetello.
Dista circa 3,2 chilometri dal capoluogo comunale.

## Storia
(Il motto del paese)

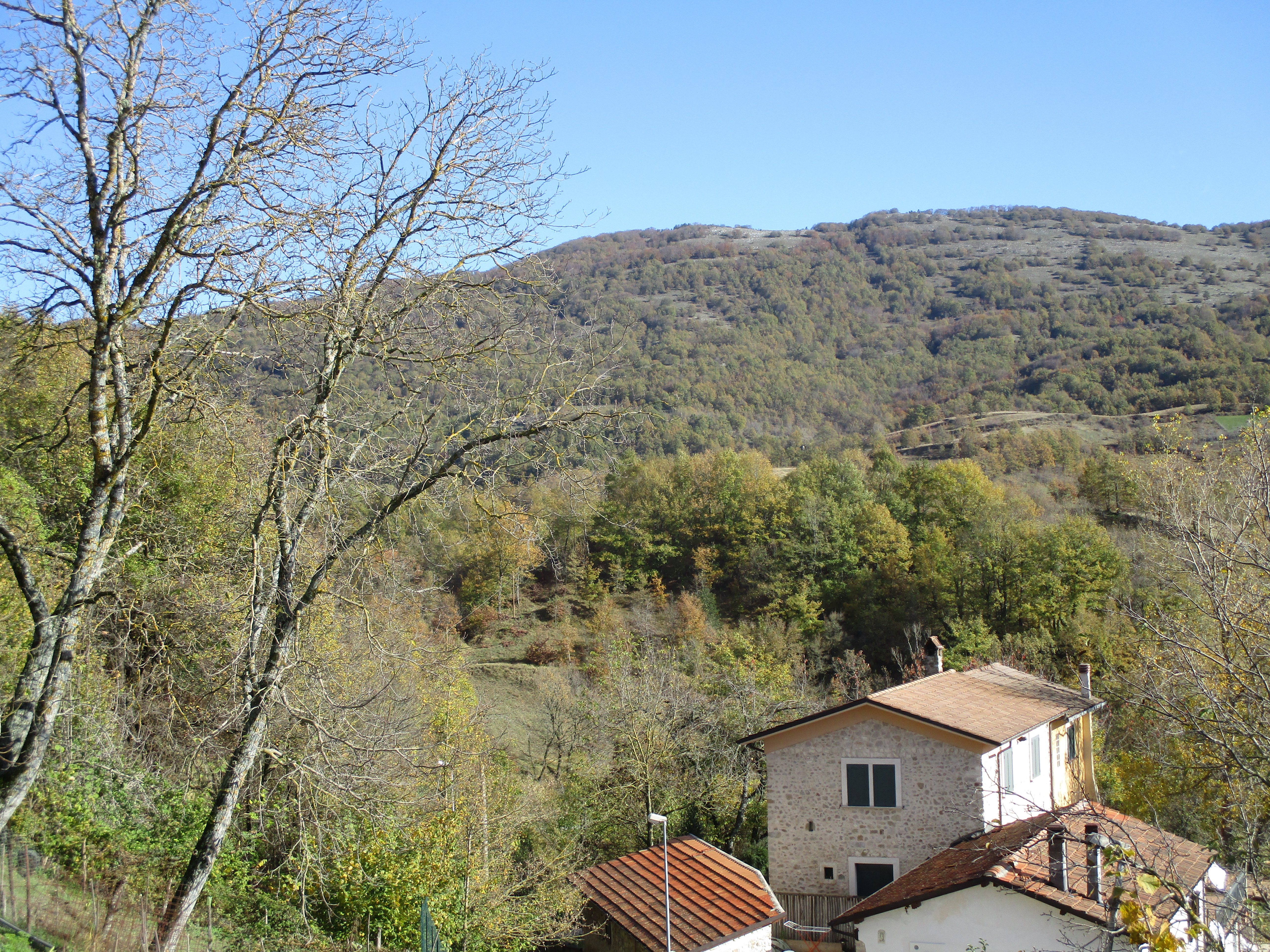
Al centro il colle dove venne edificato il castello

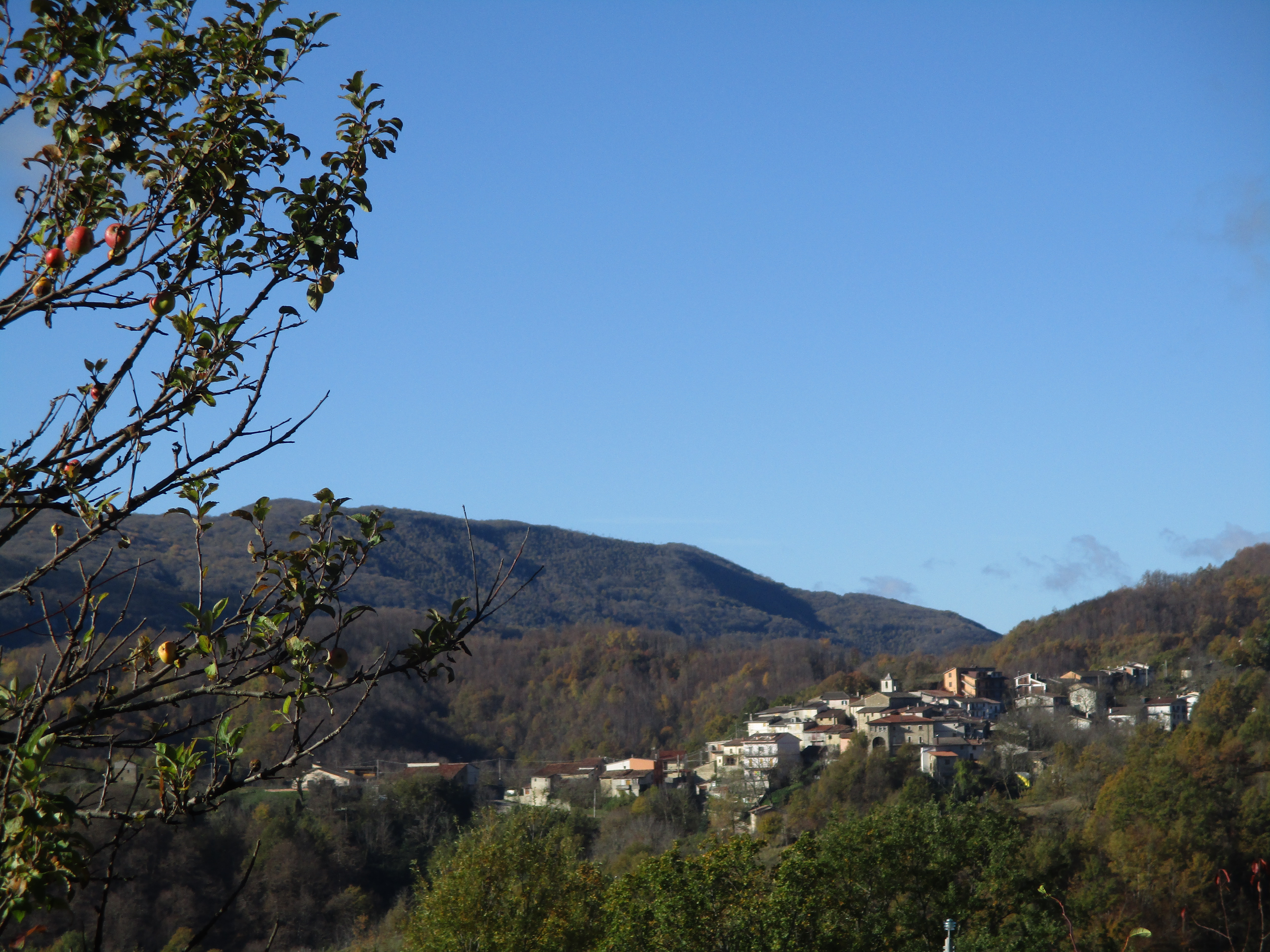
Panoramica di Castelvecchio e dei monti Carseolani

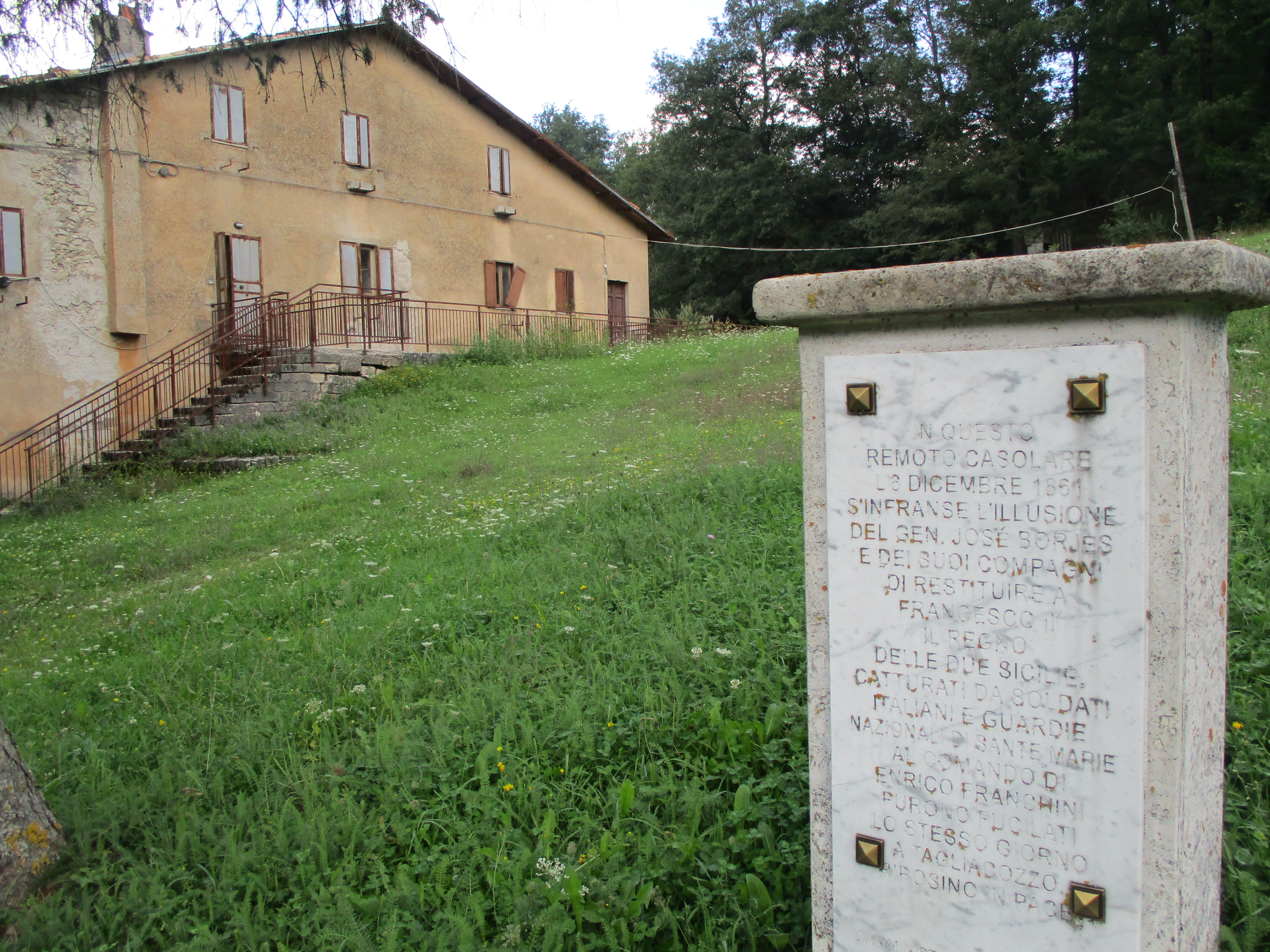
La cascina Mastroddi e la targa in ricordo di José Borjes

Il paese venne fondato con ogni probabilità in seguito alla distruzione operata dai Saraceni del castello di Varri, anticamente detto di "Varro" o "Barri", non distante dalla contemporanea frazione di Valdevarri in Sante Marie. Il nome del centro deriva da Castrum Veterum, un castello recinto risalente tra l'XI e il XIII secolo che venne edificato con il fine di controllare le sottostanti val Macina e val de' Varri, aree di passaggio tra la Marsica e il Cicolano e dove si trovava il vicino monastero delle clarisse di San Giovanni in Barri, alle pendici del monte Faito sul versante abruzzese della vallata, nel contemporaneo comune di Sante Marie.
Il toponimo risulta citato in documenti medievali in diverse forme: Castrum Vetus, Castellum Vetus e Castrum Vegium venne riportato come Castello Vetulo nel catalogo dei Baroni e nella bolla papale di Clemente III del 1188.
Gli Annali Ghibellini Piacentini attestano che nell'agosto del 1268 Corradino di Svevia, appena sconfitto da Carlo I d'Angiò nella battaglia di Tagliacozzo avvenuta nei vicini piani Palentini, soggiornò per una notte nel castello-recinto di Castelvecchio prima della fuga verso la torre di Astura.
Nel Medioevo il feudo seguì le vicende della contea e del ducato di Tagliacozzo risultando un possedimento dei Berardi "conti dei Marsi", dei De Ponte, degli Orsini, dei De Leoni e dei Colonna, ottenendo l'autonomia amministrativa fino a dotarsi di nove stemmi e di catasti preonciari e onciari nel corso dei secoli. L'universitas di Castelvecchio controllò parte del confinante territorio di Santo Stefano fino al 1809, anno in cui a seguito dell'abolizione dei feudi il centro venne incluso nel governo di Tagliacozzo.
Dopo l'eversione feudale il borgo venne altresì incluso nel distretto di Cittaducale insieme al circondario di Tagliacozzo fino al 1811, anno in cui fu istituito il distretto di Avezzano con il conseguente riconoscimento dell'autonomia amministrativa di Sante Marie a cui Castelvecchio, insieme agli altri piccoli centri del territorio circostante, venne aggregato.
Nel 1861 in località Casale Mastroddi, nei pressi della strada statale 5 quater Via Tiburtina Valeria, venne catturato dai bersaglieri del Regio Esercito il generale borbonico José Borjes che fu inviato nell'Italia meridionale da Francesco II con lo scopo di riconquistare il Regno delle Due Sicilie dopo l'Unità d'Italia. L'8 dicembre il generale legittimista e i suoi uomini dopo un conflitto a fuoco furono costretti alla resa e trasportati a Tagliacozzo dove vennero fucilati.
Nel censimento del 1871, periodo in cui si verificava l'emigrazione stagionale verso l'Agro Romano, il borgo fece registrare 240 abitanti. Il patrimonio architettonico di Castelvecchio subì gravi danni a causa del terremoto della Marsica del 1915, mentre nel corso del XX secolo si avviò in tutta l'area montana abruzzese lo spopolamento causato dal fenomeno dell'emigrazione stabile che allontanò parte della popolazione soprattutto verso la capitale per motivi lavorativi. Il centro si ripopola durante i periodi estivi con il ritorno di emigrati e villeggianti.

## Monumenti e luoghi d'interesse

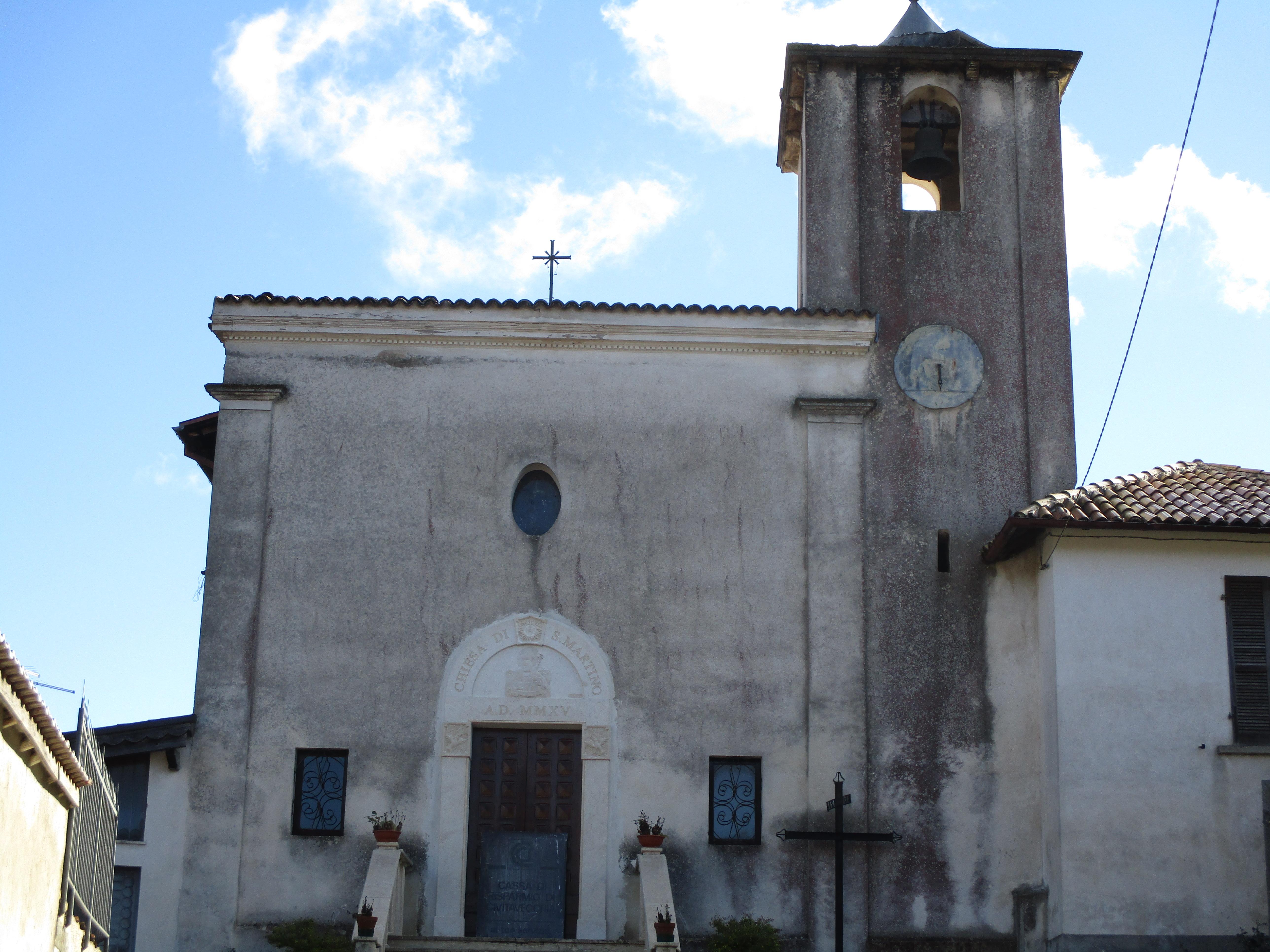
Chiesa di San Martino

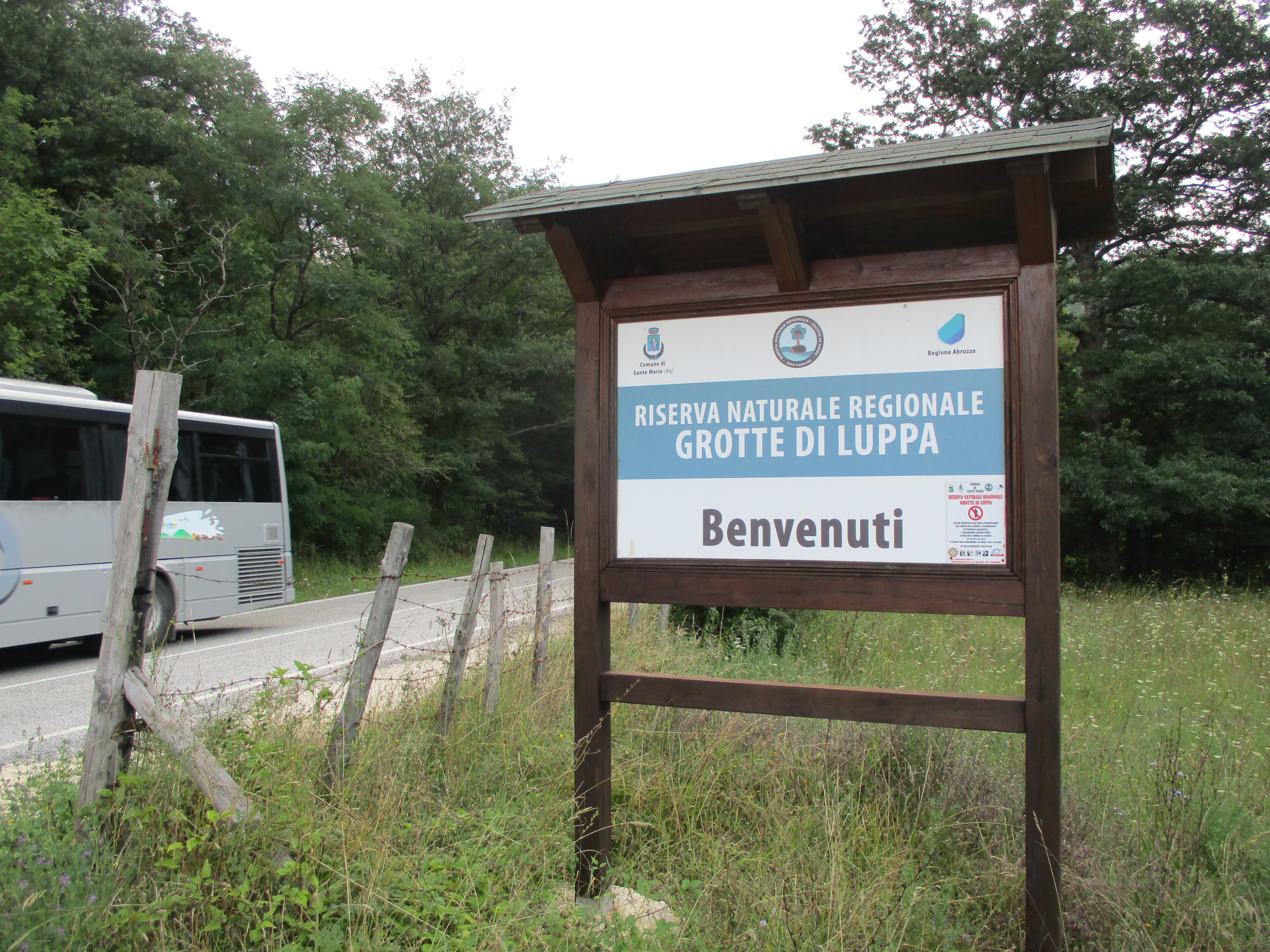
Ingresso della riserva regionale Grotte di Luppa

### Architetture religiose
Chiesa di San MartinoEdificio di culto già esistente nel XII secolo, venne restaurato nel corso del XIX e XX secolo. Durante i lavori post sisma tornarono alla luce alcune monete e una pietra sepolcrale del XIV secolo.

### Architetture militari
Ruderi del castello VetuloSono situati sulla collina denominata Colle Castello, non distante dal contemporaneo centro urbano. Il castello-recinto risalente tra l'XI e il XIII secolo venne edificato nel territorio di passaggio tra la contea dei Marsi con la contemporanea area del Cicolano, in comunicazione visiva con le analoghe strutture militari di Civitella sul monte Civita a Tagliacozzo, di Tremonti e di San Donato. Ebbe il compito di controllare il limitrofo monastero delle clarisse di San Giovanni in Barri, situato alle pendici del monte Sant'Angelo sul versante abruzzese della val de' Varri nel comune di Sante Marie dove, attorno al 1265, morì Tommaso da Celano.
Ruderi di LuppaVillaggio fortificato risalente tra l'XI e il XII secolo. Il punto difensivo e di avvistamento, localizzato tra i contemporanei centri di Pietrasecca di Carsoli e Castelvecchio, in località Colle di Luppa, era posto nel territorio di passaggio degli Equi verso i Marsi.

### Aree naturali
- Sentiero di Corradino e cammino dei Briganti: i due percorsi escursionistici ripercorrono le vicende medievali e del brigantaggio che hanno toccato il territorio di Castelvecchio e degli altri centri situati tra i piani Palentini e la piana del Cavaliere[8][27].
- Riserva naturale regionale Grotte di Luppa
- Monti Carseolani
- Grotte di Val de' Varri, situate nella confinante località Leofreni di Pescorocchiano

## Società

### Tradizioni e folclore
- Agosto: rievocazione storica della fuga di Corradino di Svevia dopo la battaglia di Tagliacozzo persa contro Carlo I d'Angiò[28].
- 15 e 16 agosto feste patronali di san Martino di Tours e della Beata Vergine Maria Addolorata[28].

## Infrastrutture e trasporti

### Strade
La strada statale 5 quater Via Tiburtina Valeria, alternativa in questo territorio alla SS 5 via Tiburtina Valeria, collega il paese al casello di Tagliacozzo dell'autostrada A24 accessibile in uscita solo in direzione Teramo e in ingresso solo in direzione Roma. La strada provinciale 89 Dorsale Palentina collega i comuni di Sante Marie e Tagliacozzo attraversando il territorio di Castelvecchio.